# Futsal-Afrikameisterschaft 2016
Die 5. Futsal-Afrikameisterschaft 2016 wurde vom 15. bis 24. April 2016 in Johannesburg in Südafrika ausgetragen. Der Turniersieger und Afrikameister wurde erstmals die marokkanische Futsalnationalmannschaft. Als Titelverteidiger ging die libysche Futsalnationalmannschaft ins Turnier. Das Turnier diente als Qualifikation für die Futsal-Weltmeisterschaft 2016 in Kolumbien.
Gespielt wurde im Wembley Indoor Stadium mit 2000 Zuschauerplätzen und Ellis Park Arena mit 6300 Plätzen.

## Gruppenphase

### Gruppe A
| Pl. | Land      | Sp. | S | U | N | Tore    | Diff. | Punkte |
| --- | --------- | --- | - | - | - | ------- | ----- | ------ |
| 1.  | Mosambik  | 3   | 2 | 1 | 0 | 015:900 | +6    | 07     |
| 2.  | Sambia    | 3   | 1 | 1 | 1 | 008:900 | −1    | 04     |
| 3.  | Tunesien  | 3   | 1 | 0 | 2 | 010:900 | +1    | 03     |
| 4.  | Südafrika | 3   | 1 | 0 | 2 | 008:140 | −6    | 03     |

| 15. April 2016, 18 Uhr in der Ellis Park Arena       |   |           |     |
| Südafrika                                            | – | Mosambik  | 4:7 |
| 15. April 2016, 21 Uhr in der Ellis Park Arena       |   |           |     |
| Sambia                                               | – | Tunesien  | 4:2 |
| 17. April 2016, 14 Uhr in der Ellis Park Arena       |   |           |     |
| Südafrika                                            | – | Sambia    | 3:0 |
| 17. April 2016, 17 Uhr in der Ellis Park Arena       |   |           |     |
| Tunesien                                             | – | Mosambik  | 1:4 |
| 19. April 2016, 18 Uhr in der Ellis Park Arena       |   |           |     |
| Tunesien                                             | – | Südafrika | 7:1 |
| 19. April 2016, 18 Uhr in der Wembley Indoor Stadium |   |           |     |
| Mosambik                                             | – | Sambia    | 4:4 |

### Gruppe B
| Pl. | Land    | Sp. | S | U | N | Tore    | Diff. | Punkte |
| --- | ------- | --- | - | - | - | ------- | ----- | ------ |
| 1.  | Ägypten | 3   | 2 | 1 | 0 | 007:400 | +3    | 07     |
| 2.  | Marokko | 3   | 2 | 0 | 1 | 010:700 | +3    | 06     |
| 3.  | Libyen  | 3   | 1 | 1 | 1 | 006:500 | +1    | 04     |
| 4.  | Angola  | 3   | 0 | 0 | 3 | 006:130 | −7    | 0      |

| 16. April 2016, 14 Uhr in der Ellis Park Arena       |   |         |     |
| Ägypten                                              | – | Libyen  | 0:0 |
| 16. April 2016, 17 Uhr in der Ellis Park Arena       |   |         |     |
| Angola                                               | – | Marokko | 2:5 |
| 18. April 2016, 18 Uhr in der Ellis Park Arena       |   |         |     |
| Ägypten                                              | – | Angola  | 4:2 |
| 18. April 2016, 21 Uhr in der Ellis Park Arena       |   |         |     |
| Marokko                                              | – | Libyen  | 3:2 |
| 20. April 2016, 18 Uhr in der Ellis Park Arena       |   |         |     |
| Marokko                                              | – | Ägypten | 2:3 |
| 20. April 2016, 18 Uhr in der Wembley Indoor Stadium |   |         |     |
| Libyen                                               | – | Angola  | 4:2 |

## Hauptrunde

### Halbfinale
| Datum                                          |          | Ergebnis |         |
| ---------------------------------------------- | -------- | -------- | ------- |
| 22. April 2016, 18 Uhr in der Ellis Park Arena | Mosambik | 1:4      | Marokko |
| 22. April 2016, 21 Uhr in der Ellis Park Arena | Ägypten  | 5:4      | Sambia  |

### Spiel um Platz 3
| Datum                                          |          | Ergebnis        |        |
| ---------------------------------------------- | -------- | --------------- | ------ |
| 24. April 2016, 14 Uhr in der Ellis Park Arena | Mosambik | 2:1 i. P. (5:5) | Sambia |

### Finale
| Datum                                          |         | Ergebnis |         |
| ---------------------------------------------- | ------- | -------- | ------- |
| 24. April 2016, 17 Uhr in der Ellis Park Arena | Marokko | 3:2      | Ägypten |